# Umorzenie długu
Umorzenie długu – dobrowolne anulowanie całości lub części zadłużenia w ramach porozumienia umownego pomiędzy wierzycielem a dłużnikiem. Umorzenie długu może nastąpić w wyniku pozytywnej odpowiedzi wierzyciela na prośbę dłużnika, w której zawarte zostały obiektywne argumenty uzasadniające brak możliwości spłaty zadłużenia.